# Селци (община Струга)
 Тази статия е за селото в Дримкола, Северна Македония.  За селото в България вижте Селци.  За други значения на Селце вижте Селце.
Селци или Селце, известно и като Джупа Селце или Жупа Селце (на македонска литературна норма: Селци), е село в Северна Македония, в община Струга.

## География
Селото е разположено в областта Жупа в западните склонове на планината Стогово.

## История
В XIX век Селци е българско село в Дебърска каза на Османската империя. Според статистиката на Васил Кънчов („Македония. Етнография и статистика“) в 1900 Селци има 1050 жители българи християни.
На Етнографската карта на Битолския вилает на Картографския институт в София от 1901 година Селце Жупа е чисто българско село в Дебърската каза на Дебърския санджак със 143 къщи.
Цялото християнско население на селото е под върховенството на Българската екзархия. По данни на секретаря на екзархията Димитър Мишев („La Macédoine et sa Population Chrétienne“) в 1905 година в Селце има 1144 българи екзархисти и в селото функционира българско училище.
Според статистика на вестник „Дебърски глас“ в 1911 година в Селци-Буренец има 150 български екзархийски къщи.
При избухването на Балканската война в 1912 година 53 души от Селци са доброволци в Македоно-одринското опълчение.
В 1915 година, по време на Първата световна война, селото е анексирано от Царство България. Към 1 март 1916 година Селци е център на Селечката община на българската Дебърска околия.
Според преброяването от 2002 година селото е без жители.
В селото има църкви „Свети Атанасий“ и „Свети Никола“.
В една от църквите в Селци работят Дичо Зограф и Аврам Дичов.

## Личности
Родени в Селци
- Арсени Йовков (1882 – 1924), български революционер
- Блаже Спиров Велев, македоно-одрински опълченец, 24-годишен, щаб на нестроева рота на 1 дебърска дружина[10] Загинал през Първата световна война.[11]
- Войдан Чернодрински (1875 – 1951), български драматург
- Георги Кузманов (1855 – 1910), български свещеник[12]
- Дуко Петре, арестуван през август 1903 година, обвинен в „даване на укритие на българския комитет“, осъден на 3 години каторга, заточен в Диарбекир, амнистиран с общата амнистия от 12 април 1904 година[13]
- Йован Яков, свещеник, арестуван през август 1903 година, обвинен в „даване на укритие на българския комитет“, осъден на 3 години каторга, заточен в Диарбекир, амнистиран с общата амнистия от 12 април 1904 година[14]
- Йон Попов (1856 -  11 юли 1944), български екзархийски свещеник убит
- Кръстьо Аврамов, македоно-одрински опълченец, 18 (20)-годишен, хлебар, симитчия, ІІІ клас (основно образование) 1 рота на 3 солунска, 2 рота на 1 дебърска дружина, ранен на 5 (6) юли 1913 година, носител на орден „За храброст“ IV степен[15]
- Нико Йовков (1879 – 1903), български революционер
- Ристо Аврамовски (р. 1943), композитор от Северна Македония
- Секула Поповски, български революционер от ВМОРО, войвода на селската чета от Селци през Илинденско-Преображенското въстание[16]
- Спас Петков, селски войвода на ВМОРО, войвода на селска чета през Илинденско-Преображенското въстание през лятото на 1903 година[17]
- Стефан Богоев, македоно-одрински опълченец, 4 рота на 5 одринска дружина, носител на сребърен кръст „Св. Александър“[18]
- Трайче Кочков, български революционер
- Фидан Андреев, македоно-одрински опълченец, 22-годишен, хлебар, II клас, 3-та рота на 7-а Кумановска дружина, 26.IX.1912 – 18.VI.1913 г. убит[19]
- Хараламби Андреев, македоно-одрински опълченец, 20-годишен, 4 рота на 5 одринска дружина, ранен, носител на орден „За храброст“ IV степен[19]